# Parazacco spilurus
Parazacco spilurus är en fiskart som först beskrevs av Günther, 1868.  Parazacco spilurus ingår i släktet Parazacco och familjen karpfiskar. IUCN kategoriserar arten globalt som otillräckligt studerad. Inga underarter finns listade i Catalogue of Life.